# 14535 Kazuyukihanda
14535 Kazuyukihanda (1997 RF) là một tiểu hành tinh nằm phía ngoài của vành đai chính được phát hiện ngày 1 tháng 9 năm 1997 bởi H. Abe ở Yatsuka.